# Археолошко налазиште Голи брег
Археолошки локалитет Голи Брег налази се у Брестовику у Србији , на територији града Београда и општине Гроцка. Развијао се од праисторије до средњег века. Налази се на листи заштићених археолошких налазишта Републике Србије од 1948. и на листи непокретних културних добара града Београда од 1981. 

## Подаци
Локалитет Голи брег налази се непосредно до локалитета Бели брег, са леве стране пута Београд – Смедерево, на 38 км од Београда. Простире се од ушћа потока Саставак у Дунав, па до Белог брега. Овде су констатовани остаци насеља и некропола са материјалом неолитског, римског и ранословенског периода. Овај локалитет познат је и под именом Орешац. Откривени археолошки материјал са овог локалитета похрањен је у Народном музеју и Музеју града Београда. На овом локалитету до сада нису вршена археолошка истраживања, а на основу римског и ранословенског материјала може се везати за Бели брег са којим би представљао целину.